# Hazel Crest
Hazel Crest è un comune degli Stati Uniti d'America, situato in Illinois, nella Contea di Cook.